# Protociència
Una protociència és un domini científic que es troba a la seva etapa de formulació i de l'especulació, i que per tant podria ser que en el futur algunes de les seves proposicions estableixin les bases d'una nova ciència o bé que siguin refutades. Per exemple, algunes parts de l'antiga alquímia ara es consideren científiques (a la química) i l'astronomia actual (ciència física) prové de part dels antics estudis d'astrologia, que no és una ciència en el sentit empíric de la mateixa.